# Thelypteris immersa
Thelypteris immersa là một loài thực vật có mạch trong họ Thelypteridaceae. Loài này được (Blume) Ching miêu tả khoa học đầu tiên năm 1936.